# RSSSF
RSSSF는 Rec.Sport.Soccer Statistics Foundation의 약자로 축구와 관련된 기록과 통계를 수집하는 민간 기관이다.